# Pseudapis opacula
Pseudapis opacula är en biart som först beskrevs av Cockerell 1920.  Pseudapis opacula ingår i släktet Pseudapis och familjen vägbin. Inga underarter finns listade i Catalogue of Life.